# 金鎭熹
金 鎭熹（キム・ジンヒ、ハングル表記：김진희、1979年11月15日 - ）は、大韓民国の韓国放送公社 (KBS) 所属のアナウンサー。中央大学校の応用統計学科を卒業した。2004年にKBSの第30期公開採用でアナウンサーとして採用され入局した。『KBSニュースライン』や『KBSニュース9』『KBSニュース7』『KBSグローバル24』などのニュース番組を担当している。